# Gratien Candace
Gratien Candace, né le 18 décembre 1873 à Baillif (Guadeloupe) et mort le 11 avril 1953 à Lormaye (Eure-et-Loir), est un homme politique, essayiste et journaliste français.
Il est notamment député de la Guadeloupe de 1912 à 1940 et sous-secrétaire d'État aux Colonies de 1932 à 1933.
Son vote en faveur des pleins pouvoirs constituants à Pétain et son attitude vis-à-vis du gouvernement de Vichy (il est notamment membre du Conseil national) mettent un terme à sa carrière politique à la fin de la Seconde Guerre mondiale.
S’il est tombé dans un oubli relatif durant la seconde partie du XXe siècle, il est souvent cité dans les travaux de recherches spécialisés sur les questions coloniales.

## Biographie

### Généalogie et vie privée

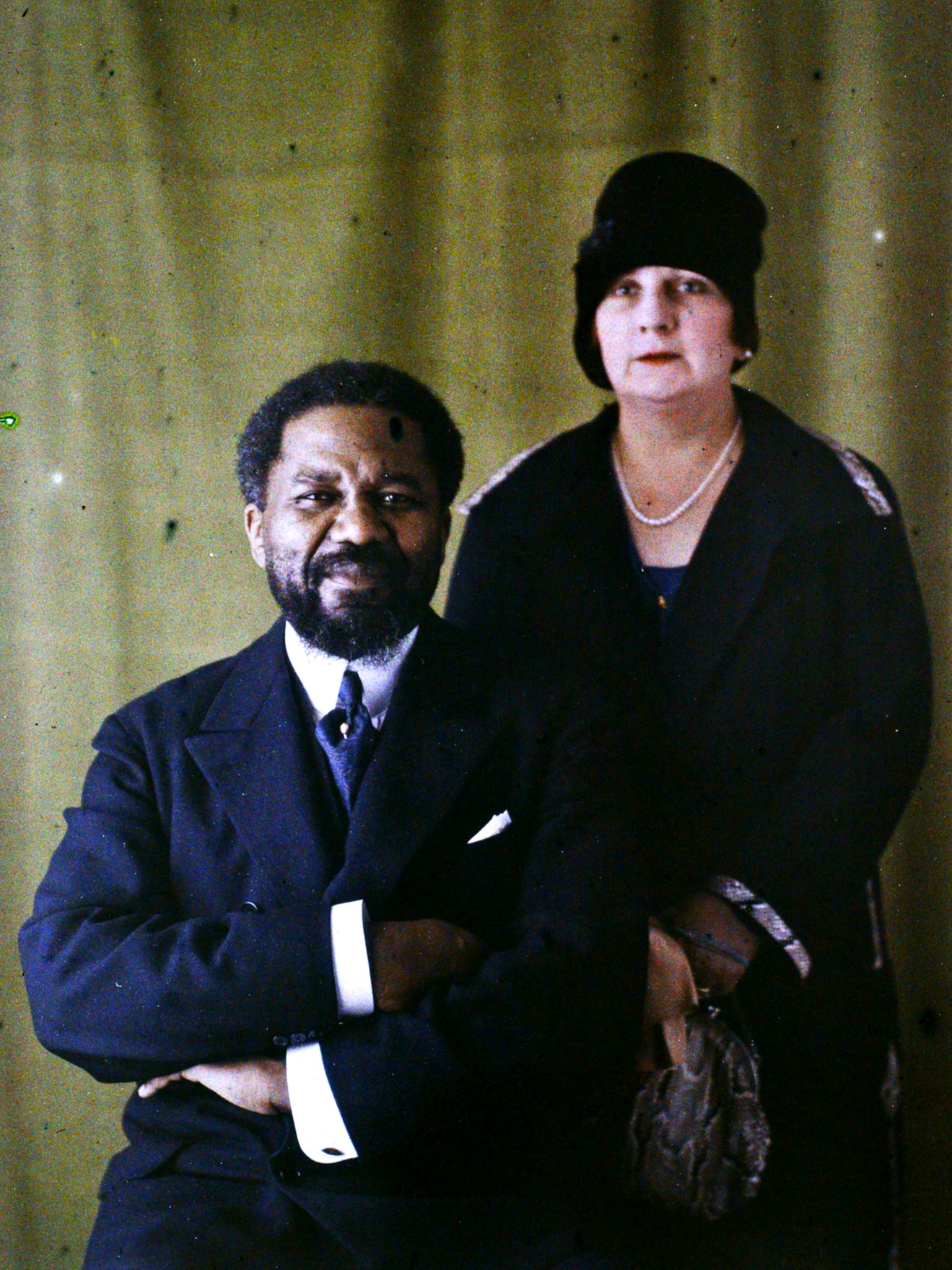
Gratien et Jeanne Candace en 1927.

Le père de Gratien Candace est Édouard, dit Gédéon, Candace (1845-1900), esclave jusqu'en 1848 sous le matricule 2120 sur l'habitation de veuve Amé-Noël, cultivatrice, raffineur à Baillif. Sa mère, Marie Joseph Corvo, née libre en 1852, est ménagère. Elle meurt en 1915. L'acte de mariage de Gratien Candace confirme ces informations. Il sera très tôt pris en charge par Amédée Labique, son oncle par alliance, propriétaire terrien, qui fut maire de Vieux-Habitants, en Guadeloupe. Amédée Labique assure la formation du jeune Gratien Candace jusqu'à ce qu'il devienne instituteur, à dix-huit ans, puis secrétaire d'inspection. Celui-ci ira ensuite terminer ses études en métropole, jusqu'à la licence. Sa formation politique s'est pour l'essentiel, déroulée à Toulouse et en loge à Pau et à Paris. Il s'établira ensuite dans la métropole jusqu'à la fin de sa vie.
Gratien Candace épouse le 13 mai 1921, à la mairie du 7e arrondissement de Paris, Jeanne Marie Binet, née à Saint-Honoré-les-Bains dans la Nièvre le 26 août 1886, décédée en 1969, fille de  Maurice Ferdinand Pierre Binet, médecin (1849-1938) et Anne Joséphine Marie Aline Pierrette Dubois (1856-1886). Un des frères de Madame Candace, René Binet, né dans la Nièvre en 1882 fut diplomate. Henry Bérenger est le témoin du jeune couple.

### Carrière professionnelle

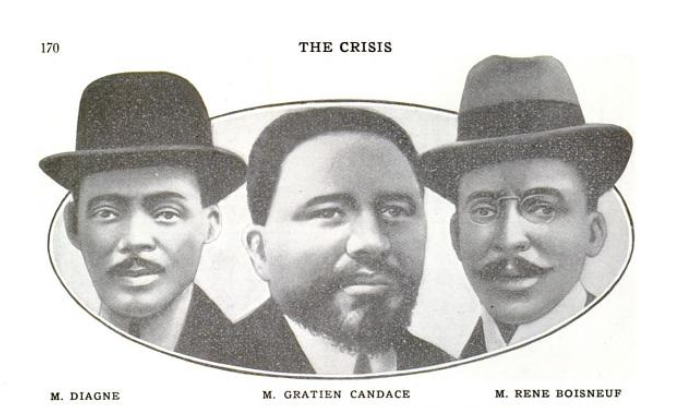
Photomontage de Diagne, Candace et Boisneuf dans The Crisis, août 1914.

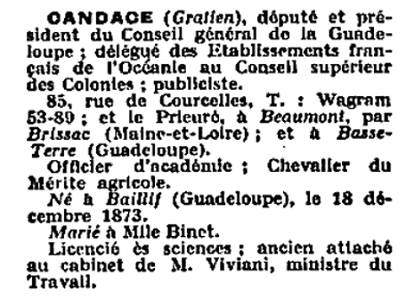
Biographie de Gratien Candace, Annuaire des contemporains, 1924.

Gratien Candace commence sa carrière à ses 18 ans comme instituteur en Guadeloupe, où il devient secrétaire d'inspection. Venu poursuivre des études en métropole, il se fixe d'abord à Toulouse où il est reçu à l'École normale d'instituteurs parmi six candidats sur 80 concurrents. Deux ans plus tard, titulaire d'une licence es-sciences naturelles, il effectue pour le gouvernement deux missions qui ont pour objet l'organisation de l'agriculture, l'une en Afrique du Nord, l'autre dans les Caraïbes.
Licencié es-sciences naturelles, il enseigne d'abord à Pau jusqu'en 1906, puis occupe un poste de professeur à l'école professionnelle de Creil (1910-1911).
En 1918-1919, au sortir de la Première Guerre mondiale, Gratien Candace fonde avec Alcide Delmont et Henry Bérenger, l'Institut colonial français, devenu l'École nationale de la France d'outre-mer.
Dans les années 1920, il enseigne à l'école Somasco de Creil, où il a pour élève Jacques Doriot, avec qui il échange quelques passes d'armes à la Chambre.

### Parcours politique

#### Débuts
Entre deux périodes d'enseignement, de 1906 à 1909, Gratien Candace collabore au premier ministère du Travail en tant que membre du cabinet de René Viviani.

#### Député de la Guadeloupe
Gratien Candace est élu sept fois consécutives député de la 1re circonscription de la Guadeloupe, sous la IIIe République. Il a donc siégé à la Chambre des députés de 1912 à 1940.
- 1912 : première élection, 4 février 1912, Xe législature, 1er juin 1910 - 31 mai 1914.
- 1914 : deuxième élection, 26 avril 1914, XIe législature, 1er juin 1914 - 7 décembre 1919.
- 1919 : troisième élection, 30 novembre 1919[13], XIIe législature, 8 décembre 1919 - 31 mai 1924.
- 1924 : quatrième élection, 11 mai 1924, XIIIe législature, 1er juin 1924 - 31 mai 1928.
- 1928 : cinquième élection, 29 avril 1928, XIVe législature, 1er juin 1928 - 31 mai 1932.
- 1932 : sixième élection, 1er mai 1932, XVe législature, 1er juin 1932 - 31 mai 1936.
- 1936 : septième élection, 26 avril 1936, XVIe législature, 1er juin 1936 - 10 juillet 1940[a].

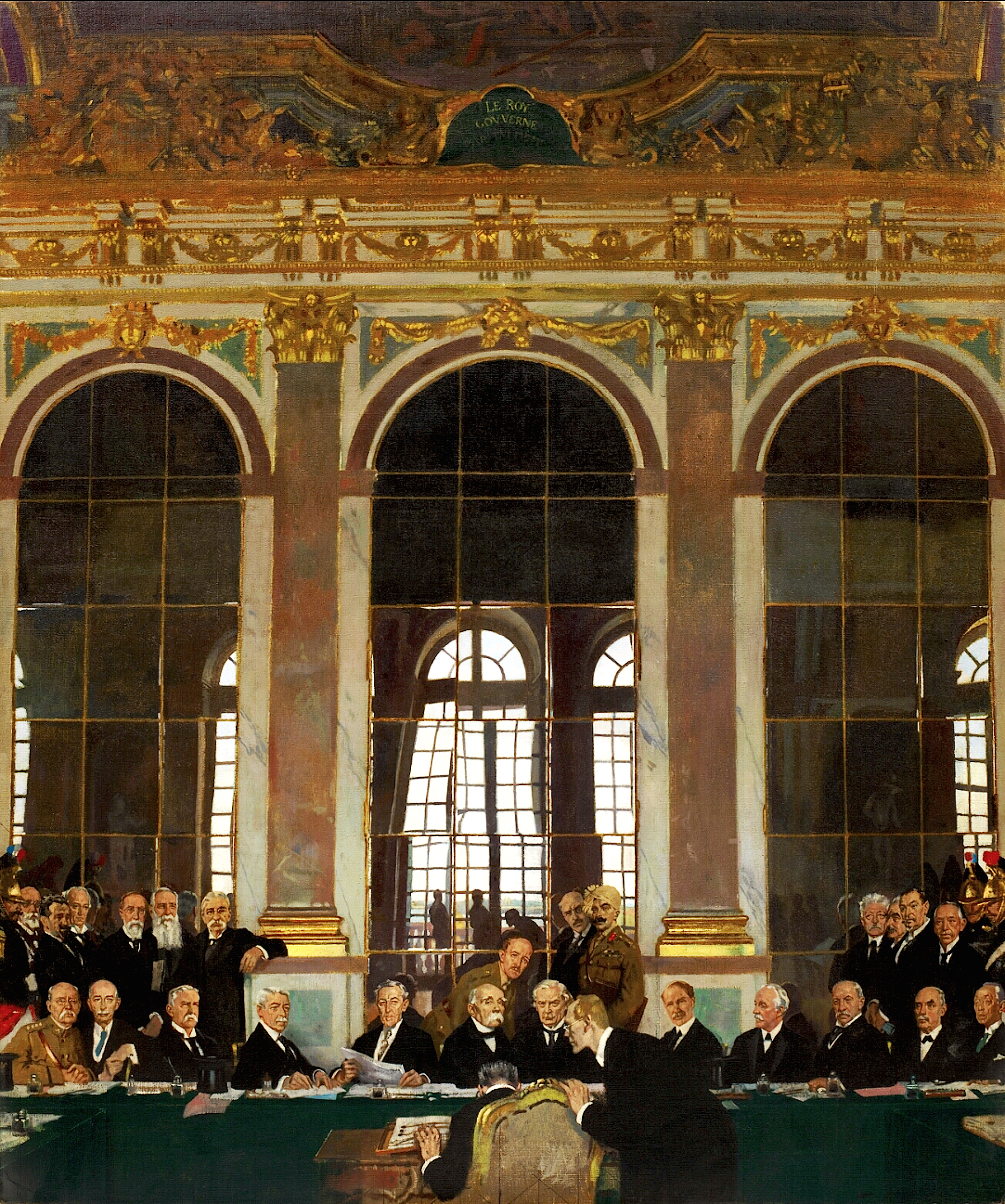
La signature de la paix dans la galerie des Glaces, Versailles, 28 juin 1919.

- Incorporé dans l'armée en raison des obligations de sa classe d'âge durant la Grande Guerre, il est affecté au Gouvernement militaire de Paris[14].
- 1919 : Membre, rapporteur, de la commission parlementaire à la Conférence de paix de Paris (1919) pour l'élaboration du traité de Versailles signé le 28 juin 1919. Il travaille sur les questions touchant aux prisonniers[15]. À cette occasion, W. E. B. Du Bois, dûment mandaté par la National Association for the Advancement of Colored People, NAACP[16], à la conférence de Versailles « afin d'arracher une proclamation des grandes puissances sur l'auto-détermination des peuples de couleur »[17], prend contact avec Gratien Candace.
- 19 février 1919 - 21 février 1919 : le premier Congrès panafricain se tient à Paris au Grand hôtel[18] 12, boulevard des Capucines[19].
- 1919-1928 : il est à nouveau inscrit au groupe parlementaire Parti républicain-socialiste (PRS)
- 1920-1932 : il est délégué des Établissements français d'Océanie (EFO)[20]
- 27 septembre 1921 : ouverture du second Congrès panafricain. Gratien Candace occupe le devant de la scène[21].
- décembre 1921 : il fonde l'Association panafricaine dont il est le président jusqu'au 11 janvier 1923[22]. Le vice-président de l'association est le Consul américain à Saint-Étienne et le secrétaire général est le Guadeloupéen Isaac Béton[23]. Le commandant Mortenol prend sa succession après sa démission[24].
- 13 juillet 1924 : Gratien Candace, député de la Guadeloupe et Blaise Diagne, député du Sénégal accompagnent Édouard Daladier, ministre des Colonies à l'inauguration du monument de Reims «Aux héros de l'Armée noire»[25]
- 1928-1936 : Gratien Candace est inscrit au groupe parlementaire Gauche radicale (GR)
- 1er mars 1935 : À la Chambre des Députés, lors du débat sur l’électorat et à l’éligibilité des femmes aux scrutins municipaux, Gratien Candace vote favorablement. « Je tiens à déclarer dès maintenant que je n’ai pas hésité un seul instant à donner mon adhésion pleine et entière à la proposition de Monsieur Fayssat ». Il argumente en s'appuyant sur l'expérience de 1848 et ses observations « dans toutes les capitales européennes » qu'il visite en tant que membre de la conférence de l’Union interparlementaire[26].
- 29 mai 1935 : Départ du Normandie dans la course au Ruban bleu.
- 3 juin 1935 : Le Normandie bat le record de vitesse détenu par le paquebot italien Rex depuis août 1933 et devient le premier paquebot français détenteur du Ruban bleu.
- 1936-1940 : Gratien Candace se rattache au groupe parlementaire Gauche démocratique et radicale indépendante (GDRI)n issu d'une fusion de la Gauche radicale (centre droit) avec l’essentiel du groupe des Indépendants de gauche
- 11 janvier 1938 - Gratien Candace est élu vice-président de la Chambre des députés (réélu en 1939 et 1940)[27]. Il présente cette élection comme la marque de l'absence de différenciation raciale en France, à la différence de l'Allemagne nazie. Il déclaire ainsi : « Entre l'Allemand d'aujourd'hui et le Noir que je suis, je pense que la civilisation, c'est moi »[28],[29].
- 1939 : Gratien Candace prône l’union fraternelle de tous les Français au début de l'agression nazie en 1939.
- 21 juin 1940 : Gratien Candace n'a pas embarqué sur le Massilia (paquebot)
- juillet 1940 : Délégué extraordinaire du parlement auprès du Président de la République.
- 10 juillet 1940 : Gratien Candace vote les pleins pouvoirs à Philippe Pétain au casino de Vichy, comme 31 des 35 membres de la Gauche radicale (les 4 autres sont absents)[30]. Dominique Chathuant analyse cet acte politique dans sa biographie de Gratien Candace, sur son site[31].

« L'esclavage a été définitivement aboli le 27 avril 1848, le suffrage universel reconnu sans distinction de couleur et, depuis plus de soixante ans, les habitants des Antilles sont représentés au Parlement : "Comme groupe compact de citoyens français hors de la Métropole aucune colonie, sauf l'Algérie, ne les dépasse."
Actuellement ils sont brillamment représentés à la Chambre des Députés par M. Gratien Candace, député de la Guadeloupe et M. Alcide Delmont, député de la Martinique et sous-secrétaire d'Etat au Ministère des Colonies. »

#### Sous-secrétaire d’État aux Colonies
Alors qu'il est inscrit dans le groupe des radicaux indépendants, Gratien Candace est nommé sous-secrétaire d'État aux Colonies pour deux ministères qui dureront 7 mois, du 3 juin 1932 au 28 janvier 1933, dans les cabinets ministériels de centre gauche : d'abord dans le cabinet Herriot III du 3 juin 1932 - 14 décembre 1932, puis, du 18 décembre 1932 au 28 janvier 1933 dans celui de Gouvernement Joseph Paul-Boncour.
- 9 juillet 1932 : Hommage à Gratien Candace, député de la Guadeloupe, sous-secrétaire d'État au ministère des Colonies, suivi d'un banquet[34].
- 23 juillet 1932 : M. Gratien Candace, sous-secrétaire d'État au ministère des Colonies, a reçu les membres du Comité directeur de la Société de géographie commerciale venus lui remettre la grande médaille d'or de la Société pour l'ensemble de son œuvre maritime et coloniale.[35]
- Novembre 1932 : Gratien Candace inaugure le Lycée du Havre qui comprend une classe préparatoire à l'École coloniale de Paris pour la formation des administrateurs coloniaux[36].

#### Conseiller national de Vichy

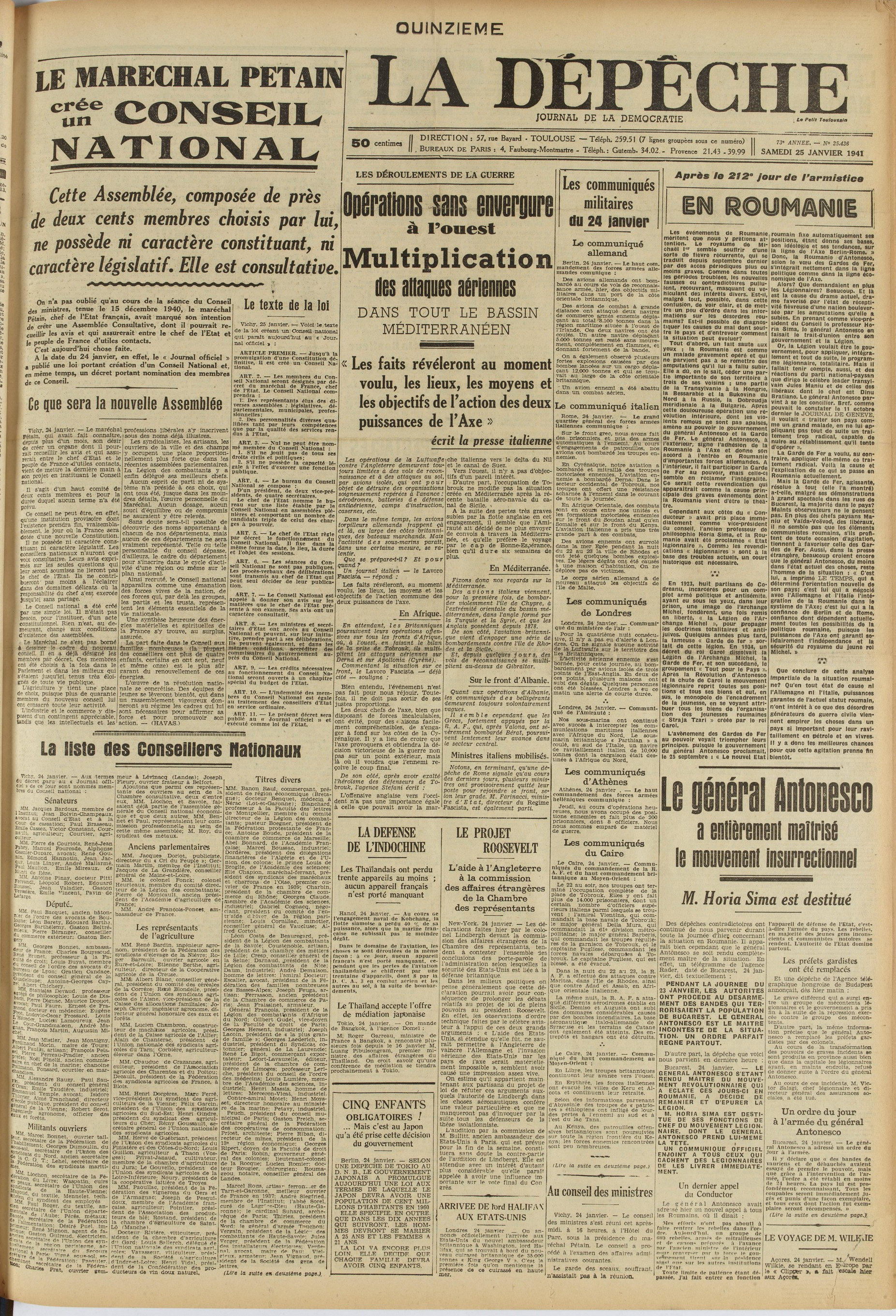
Le 25 janvier 1941 guerre mondiale, La Dépêche du Midi annonce la création du Conseil national et analyse sa nature juridique et sa composition.

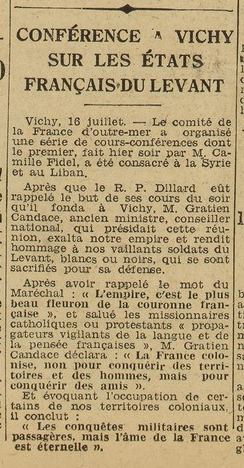
Conférence présidée par Gratien Candace à Vichy, le jeudi 17 juillet 1941.

Le 25 janvier 1941, le maréchal Pétain crée un Conseil national dans lequel Gratien Candace est nommé avec d'autres représentants de la mouvance radicale indépendante. Ce conseil se réunit à partir de mars 1941.
Gratien Candace préside le 17 juillet 1941, à Vichy, une conférence sur les États français du Levant, c'est-à-dire la Syrie et le Liban. Au milieu de phrases laudatives, il rend hommage aux « vaillants soldats du Levant, blancs ou noirs, qui se sont sacrifiés » pour la défense de la France.

#### Mouvement panafricain
Gratien Candace est aujourd'hui perçu comme un représentant de l'Empire français au moment de son apogée. La mémoire guadeloupéenne s'est montrée, jusqu'à une période très récente, hostile à un homme qui fut jugé trop pétainiste par le discours assimilationniste puis trop assimilationniste pour le discours nationaliste. Il a cependant été très actif dans la réflexion sur l'Empire colonial et l'organisation politique, économique et culturelle raciale au niveau national et international. L'Académie des sciences coloniales, aujourd'hui Académie des sciences d'outre-mer, reconnaît Gratien Candace comme membre fondateur. Gratien Candace participe au premier congrès panafricain, à Paris, en 1919 et il fut président du deuxième congrès, dont des séances eurent lieu à Paris. Le fascicule intitulé Le deuxième Congrès de la Race Noire, publié en 1921 est signé « Gratien Candace, député de la Guadeloupe, président de l'Association panafricaine ». Ce congrès est coorganisé avec Blaise Diagne et W. E. B. Du Bois. Parlant du leadership de W. E. B. Du Bois aux États-Unis, Edward Franklin Frazier déclare :
« The leadership of Dr. DuBois has been too intellectual to satisfy the mob. Even his glorification of the Negro has been in terms which escape the black masses. The PanAfrican Congress which he has promoted, while supporting to some extent the boasted aims of Garvey, has failed to stir any considerable number of American Negroes. The National Association for the Advancement of Colored People, which has fought uncompromisingly for equality for the Negro, has never secured, except locally and occasionally, the support of the masses. It has lacked the dramatic element. »
— (Edward Franklin Frazier)

#### Après la Seconde Guerre mondiale
Gratien Candace termine sa carrière en tentant d'être réélu en 1945 après avoir été membre du Conseil National de Vichy. Le Conseil d’État rejette en juillet 1945 son recours en relèvement d'inéligibilité.

### Décès

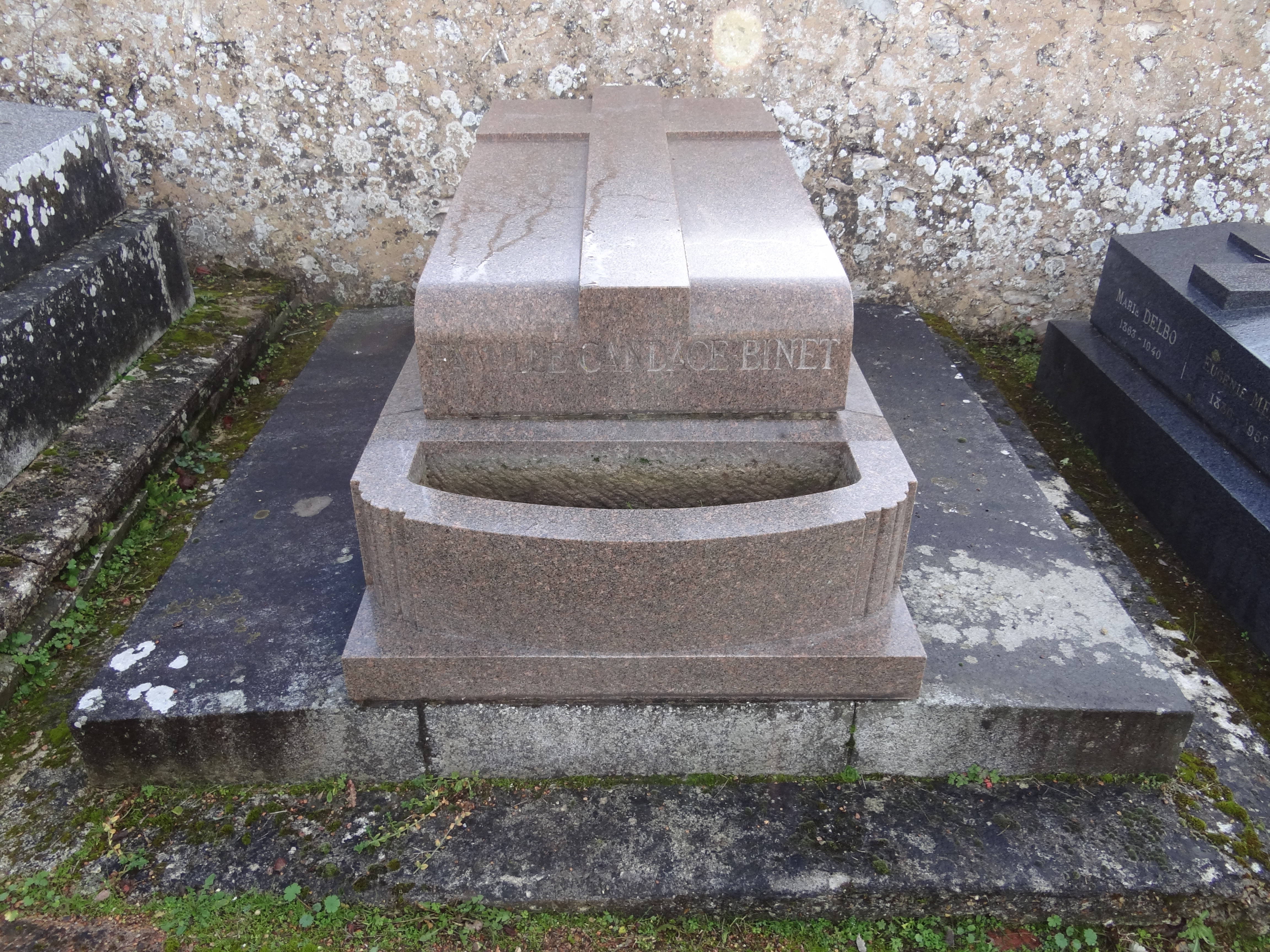
La tombe de Gratien Candace au cimetière de Coulombs (Eure-et-Loir).

Mort dans la maison familiale à Lormaye (Eure-et-Loir) le 11 avril 1953, il est inhumé dans le caveau familial au cimetière de Coulombs. Ses funérailles eurent lieu en l'église Saint-Sulpice de Nogent-le-Roi. Le Monde du 14 avril 1953 et L'Écho républicain de Chartres du 15 avril 1953 publient sa nécrologie.

## Œuvres
Gratien Candace est l’auteur de nombreux ouvrages et discours, dont :
- 1930 : Gratien Candace, La marine marchande et son importance dans la vie nationale : XIXe – XXe siècle : 1873-1930, Paris, Payot, 1930.
« Fondateur, avec M. Henry Bérenger, de là revue Colonies et Marine, Gratien Candace publie chez Payot, en 1930, un ouvrage important, tant par l'intérêt qu'il suscite que par l'abondance du texte : Marine marchande française et son importance dans la vie nationale. En dépit de son caractère très technique, le livre remporte un grand succès et reçoit, en 1931, le grand prix de l'Académie de Marine. Cette année-là, Gratien Candace est l'ardent promoteur de la mise en chantier du Normandie, gloire de la Compagnie Générale Transatlantique que dirige M. Henri Cangardel. (Assemblée nationale)[45] ».
- 1935 : Gratien Candace, Conférence, Numéro 12284 de Haggerty pamphlet : XIXe – XXe siècle : 1873-1935, Paris, S.n., 1935.()
- 1938 : Gratien Candace, La Marine de la France. Marine Militaire. Marine Marchande : XIXe – XXe siècle : 1873-1938, Paris, Payot, 1938.()
- 1948 : Gratien Candace, « Victor Schœlcher, l'abolition de l'esclavage dans Comptes rendus mensuels des séances de l'Académie des sciences coloniales », sur rh19.revues.org, revues.org, 1948 (consulté le 20 février 2009)[46].

### Travaux parlementaires
- 1919 : Gratien Candace, Rapport fait au nom de la Commission des Affaires extérieures, des protectorats et des colonies chargée d'examiner la proposition de résolution sur le régime des prisonniers de guerre et des internés civils en Allemagne et en France…- Publié par Martinet, 1919
- 1919 : Rapport fait au nom de la Commission chargée d'examiner le projet de loi portant approbation du Traité de paix conclu à Versailles le 28 juin 1919: Prisonniers de guerre et sépultures)[47],
- 1922 : Gratien Candace. Discussion du projet de loi portant fixation du budget général de l'exercice 1923 (Ministère des Colonies). Discours prononcé. 19 décembre 1922, Publié par Imp. des journaux officiels, 1922
- 1928 : Charles Mourre, [url google Création de zones franches maritimes et fluviales. Proposition de loi présentée par M. Gratien Candace, député, no 209. Rapport présenté par M. Charles Mourre dans la séance de la Chambre syndicale du 5 octobre 1928] Société pour la défense du commerce et de l'industrie de Marseille : XXe – XXe siècle : 1928-1931, Marseille, Société anonyme du Sémaphore, (s. d.), 1928.(BNF 30989535)
- 1930 : Gratien Candace. Les Zones franches maritimes, Publié par Comité d'action économique & douanière, XIV, In-−8°, 1930, 25 p. Notice n° : (BNF 31903398).
- 1931 : Rapport fait au nom de la Commission de la marine marchande chargée d'examiner la proposition de loi de M. Gratien Candace tendant à la création de zones franches maritimes et fluviales : Annexe au procès-verbal de la 2e séance du 4 novembre 1930 par Henri Tasso.
- 1934 : Gratien Candace. Le Régime douanier de la France et ses colonies, Extrait de la Revue politique et parlementaire du 10 juillet 1934. Publié par Revue politique et parlementaire, 1934, 26 p. Notice n° : (BNF 32939938).

### Engagements associatifs panafricains
- 1921 : Gratien Candace, Le deuxième congrès de la race noire en 1921, Publié par Éditions de Colonies et marine, 1921, 17 p. : ill., Paris. Notice BNF n° : FRBNF36036165
- 1927 : Gratien Candace, François Aupiais, Jean-Victor Augagneur, Comité national d'études sociales et politiques, Les Noirs ; leurs aspirations et leur avenir. Publié par Impr. d’études sociales & politiques, 1927, 37 p.[48].
- 1935 : Version numérique. Gratien Candace, Conférence faite à Strasbourg le 24 mai 1935 à propos du troisième centenaire du rattachement des Antilles à la France, Publié par Union coloniale française, 1935, Funding for this project was provided through the New York State Program for the Conservation and Preservation of Library Research Materials (Division of Library Development, New York State Library)[49].

### Travaux sur la Marine
- 1930 - Gratien Candace, La Marine marchande française et son importance dans la vie nationale. Préface de M. Aristide Briand, ancien président du Conseil, ministre des Affaires étrangères. Texte imprimé - Bibliothèque politique et économique. Publication Mayenne, impr. Floch ; Paris, Payot, 1930. (13 août.) In-8, 389 p. Notice n° : FRBNF31903397
- 1938 - Gratien Candace, La marine de la France : marine militaire, marine marchande, Paris, Payot Editeur, 1938, 190 p. (BNF 34194396, lire en ligne).

### Histoire de la Guadeloupe
Gratien Candace a écrit les ouvrages suivants, traitant de l’histoire de la Guadeloupe :
- 1933 : Candace, Gratien (1873-1953) Le Général Richepanse : la Guadeloupe de 1801 à 1810.- Publié par En vente chez l'auteur, 1933, 235 p.
- 1935 : Candace, Gratien (1873-1953), Henry Bérenger (1867-1952), 1635-1935. Tricentenaire du rattachement des Antilles et de la Guyane à la France. Première commémoration solennelle organisée par l'Académie des sciences coloniales dans sa séance publique tenue en Sorbonne, le 27 mars 1935, sous la présidence de M. Louis Rollin, en présence de M. M. Albert Lebrun. Allocutions de MM. Henry Bérenger et Gratien Candace, Texte imprimé]. Publication : Paris, impr. Jouve ; Société d'éditions géographiques, maritimes et coloniales, 17, rue Jacob, 1935. (4 octobre.) Gr. in-8, 23 p., portrait hors texte de Victor Schœlcher. Notice n° : FRBNF31903395
- 1935 : Gratien Candace, La Guadeloupe française, 1635-1935, Publication : Nevers, Impr. spéciale de la France active, s. d. Notice n° : FRBNF32939937
- Gratien Candace, La Guadeloupe française, 1635-1935, Publié par Collection de la France active, 1935. Funding for this project was provided through the New York State Program for the Conservation and Preservation of Library Research Materials (Division of Library Development, New York State Library).Version numérique.
- 1948 : Gratien Candace, Victor Schœlcher, l'abolition de l'esclavage. Comptes rendus mensuels des séances de l'Académie des sciences coloniales, no 3, 1948, p. 97-138

### La Caraïbe
- 1903 : Gratien Candace, Le Cacao. Rapport à Monsieur le Ministre des Colonies Relatif à une mission agricole à la Trinidad et à la Guadeloupe.
- 1905 : Gratien Candace, La Trinidad, Annales de géographie : bulletin de la Société de géographie (France), (p. 265-296, 4 fig.), Publié par A. Colin, 1905[50].

## Galerie d'images

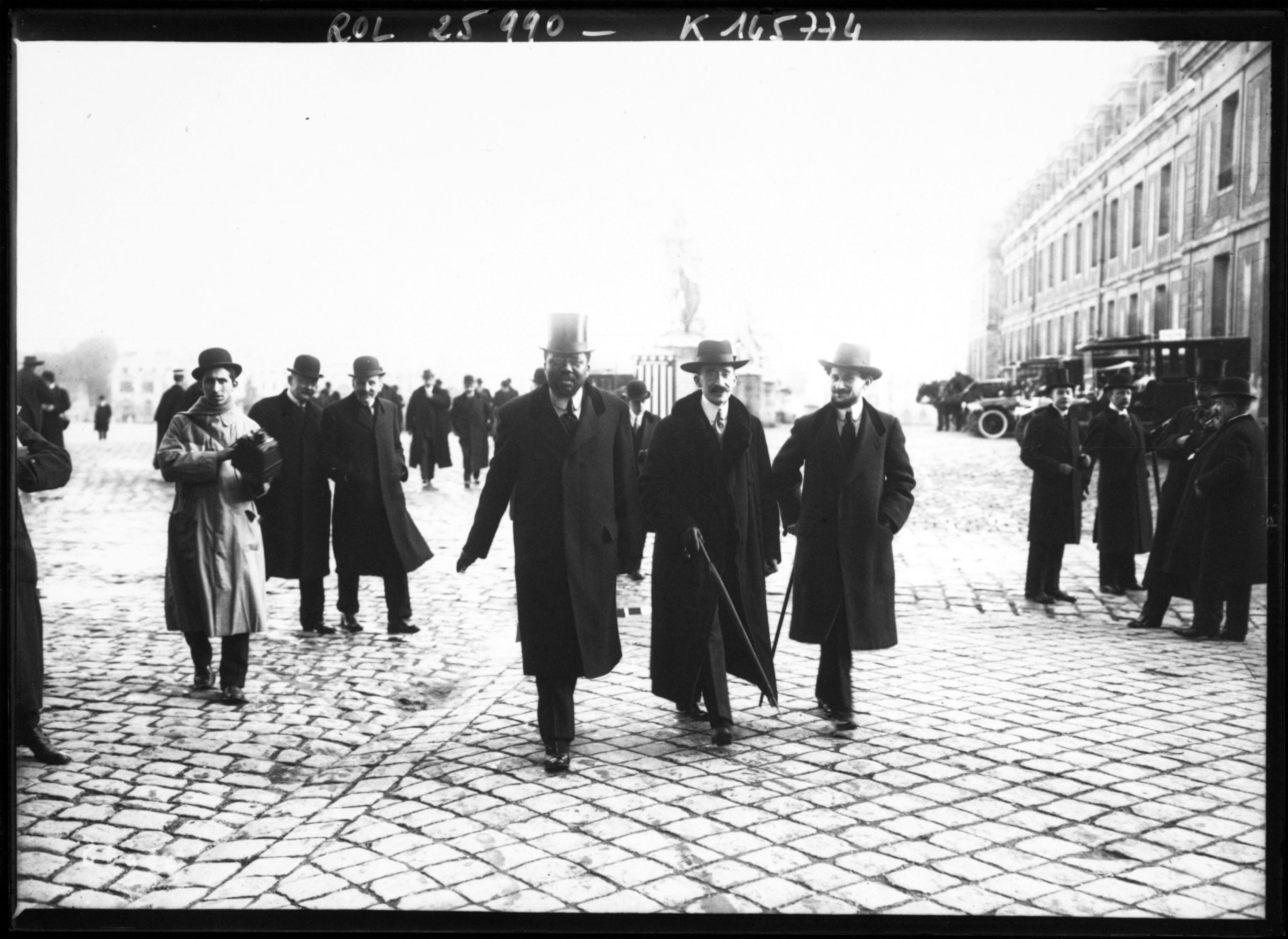
Lors de l'élection présidentielle de 1913 à Versailles.
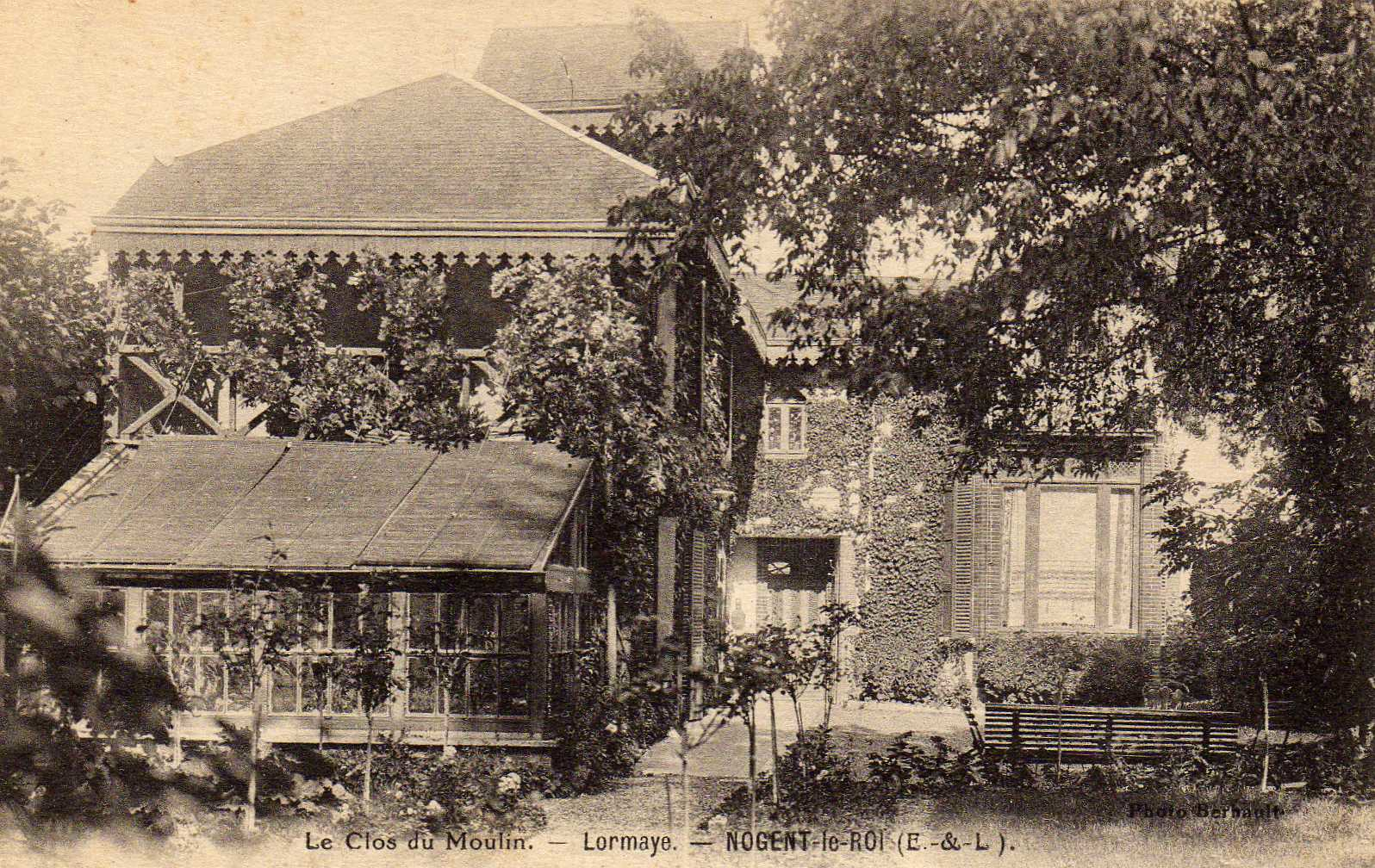
Le Clos du Moulin, maison de Gratien Candace à Lormaye.
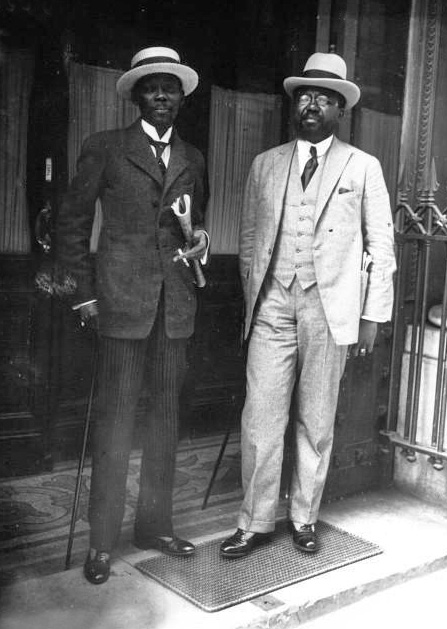
Blaise Diagne et Gratien Candace en 1921.
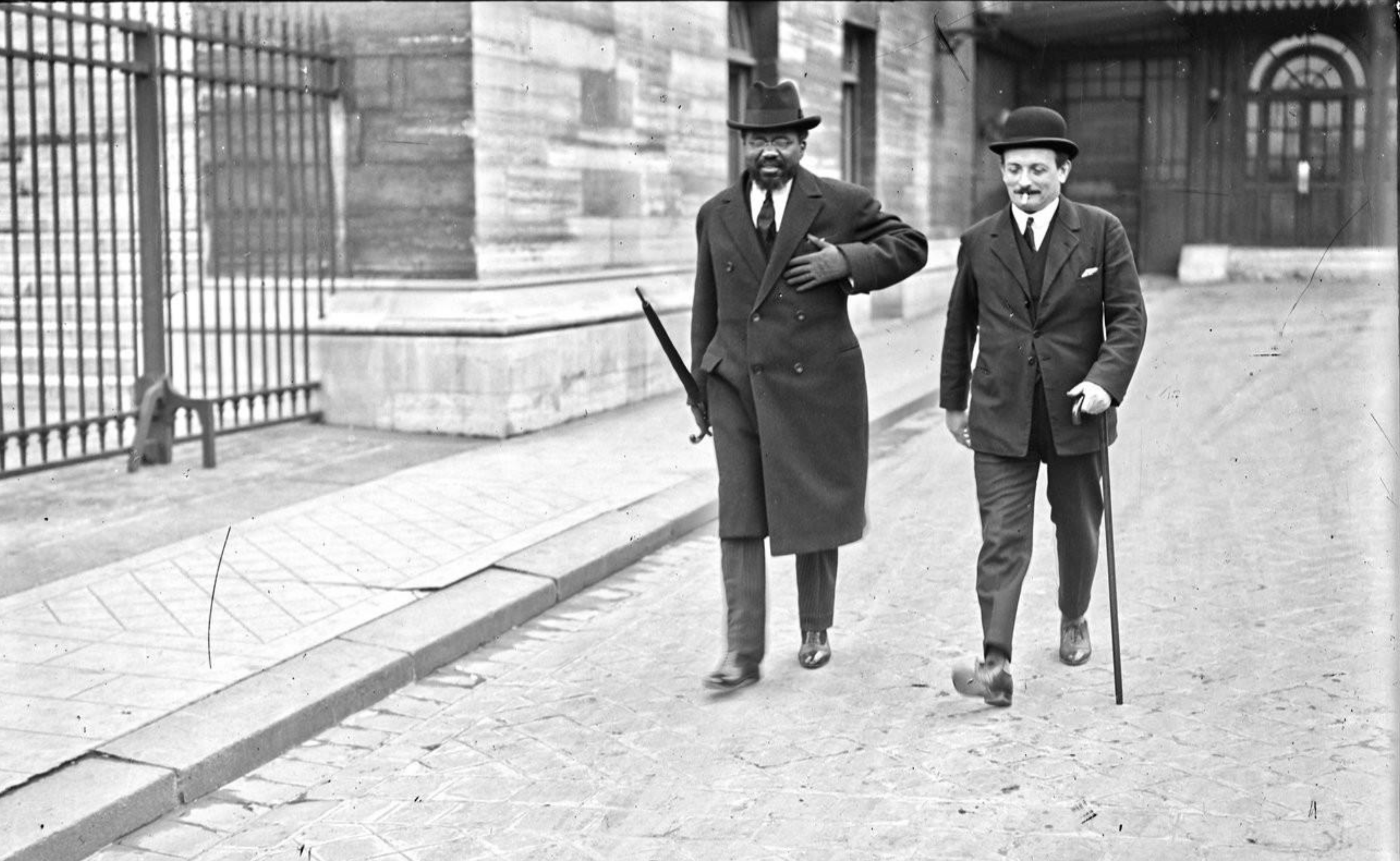
Charles Danielou et Gratien Candace, le 11 avril 1925.
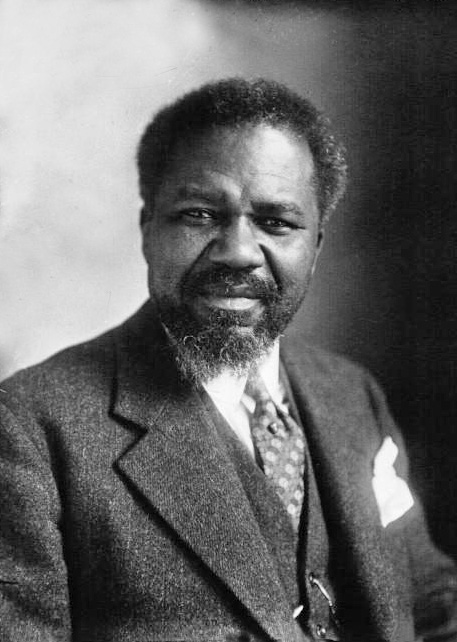
Gratien Candace en 1929.